# Estel negre (gravitació semiclàssica)
Un estel negre o estrella negra és una estrella hipotètica, que suposa una alternativa teòrica al concepte de forat negre proposat per la relativitat general. La teoria es construí usant la teoria de la gravitació semiclàssica. Una estructura similar podria existir en un sistema d'equacions d'Einstein-Maxwell-Dirac el qual és el límit (super)clàssic de l'electrodinàmica quàntica i en un sistema d'Einstein-Yang-Mills-Dirac el que és el límit (super)clàssic del model estàndard.
Un estel negre no necessita un horitzó d'esdeveniments, i pot ser o no una fase transitòria entre un estel col·lapsant i una singularitat. Un estel negre es crea quan la matèria es comprimeix a una taxa significativament menor que a la velocitat lliure d'una partícula hipotètica que caigués al centre de la seva estrella, ja que els processos quàntics creen una polarització del buit, la qual crea una forma de pressió de degeneració, evitant l'espaitemps (i les partícules retingudes dins) ocupar el mateix espai al mateix temps. Aquesta energia seria teòricament il·limitada, i si es forma prou ràpidament, aturaria que el col·lapse gravitatori creés una singularitat. Això suposaria una taxa de col·lapse cada cop menor, que conduiria a un temps de col·lapse infinit, o s'aproximaria asimptòticament a un radi menor que zero.
Un estel negre amb un radi una mica més gran que l'horitzó d'esdeveniments predit per un forat negre de massa equivalent seria molt fosc, perquè quasi tota la llum produïda tornaria cap a l'estel, i qualsevol llum que escapés seria afectada per la gravetat de manera molt severa. General un desplaçament cap al roig. Es veuria pràcticament com un forat negre. Caracteritzaria radiació de Hawking, ja que les partícules virtuals creades en les proximitats es podrien dividir, i una partícula escaparia i l'altre quedaria atrapada. A més, crearia una radiació tèrmica de Planck que s'assemblaria molt a la radiació de Hawking que s'esperaria d'un forat negre equivalent.
L'interior d'un estel negre estaria compost d'aquest estany estat d'espai temps, amb cada longitud de profunditat dirigint-se cap endins en profunditat semblaria igual a un estel negre de massa equivalent i radi amb la superposició eliminada. La temperatura s'incrementaria amb la profunditat en direcció al centre.